# عندما تشيخ الذئاب (مسلسل)
عندما تشيخ الذئاب هو مسلسل تلفزيوني سوري درامي. يسلط المسلسل الضوء على استغلال الدين والجنس لتحقيق غايات ومصالح شخصية، كما يتناول تفاصيل السلوك الإنساني في جوانبه النفسية والروحية والسياسية والاجتماعية.

## طاقم العمل
- سلوم حداد
- عابد فهد
- هيا مرعشلي
- أنس طيارة
- سمر سامي
- محمد حداقي
- أيمن رضا
- علي كريم
- مرح جبر
- تولاي هارون
- حسن عويتي
- بشار اسماعيل
- ميسون أبو أسعد
- عبد الرحمن قويدر
- أدهم مرشد
- سوسن أبو عفار

## الهوامش
كان المسلسل يحمل اسم (أرض محروقة)، إلا أنه تقرر بعد ذلك تغيير اسمه ليصبح (عندما تشيخ الذئاب) وذلك لإبعاد إيحاء الحرب عن العمل وهذا القرار كان بالتنسيق بين الشركة المنتجة والكاتبة.

## وصلات خارجية
- صفحة مسلسل عندما تشيخ الذئاب على موقع السينما.كوم